# Krystyna Ossowska
Krystyna Ossowska zam. Dering ps. Krystyna (ur. 20 czerwca 1905 we wsi Wolica zm. 15 października 1979 w Warszawie) – lekarka, uczestniczka kampanii wrześniowej 1939, żołnierz służby sanitarnej ZWZ w Warszawie, od 1941 więźniarka Pawiaka.

## Życiorys
Krystyna Anna Ossowska urodziła się 20 czerwca 1905 we wsi Wolica, gmina Wilanów, woj. warszawskie w rodzinie rolnika, dzierżawcy majątku ziemskiego Cypriana Ossowskiego i Heleny z d. Hlebickiej. Jej ojciec zmarł w 1914 i od tego czasu matka musiała sama wychowywać sześcioro dzieci mając bardzo trudne warunki materialne. W 1923 Krystyna ukończyła gimnazjum A. Walickiej w Warszawie. Nie dostała się na Wydział Lekarski Uniwersytetu Warszawskiego (nie przyjęto jej z powodu ograniczenia liczby przyjmowanych kobiet) podjęła naukę w Warszawskiej Szkole Pielęgniarstwa przy ul. Koszykowej 78. W 1924 rozpoczęła na UW studia medyczne, pracując jednocześnie w latach 1927–1930 w Warszawskim Towarzystwie Walki z Gruźlicą oraz w Poradni Przeciwgruźliczej, początkowo jako laborantka, później już od 1930 do 1941 jako lekarz; zdobywała praktykę, pracując dodatkowo jako wolontariusz w kilku warszawskich szpitalach. W 1927 wyszła za mąż za dr Władysława Deringa i przyjęła nazwisko Dering-Ossowska. W 1930 otrzymała dyplom i stopień naukowy doktora wszech nauk lekarskich. Interesując się radiologią i pediatrią, w 1934 objęła samodzielne stanowisko p.o. kierownika Pracowni Radiologicznej Szpitala Dziecięcego przy ul. Leszno. Równocześnie wiele publikowała w czasopiśmie „Medycyna”.
Podczas kampanii wrześniowej pracowała jako lekarz w szeregach Cywilnej Obrony Warszawy w Szpitalu Wolskim. Od 1940 jako „Krystyna” rozpoczęła służbę w Związku Walki Zbrojnej (być może przedtem już należała do TAP), pracując w szpitalu na Lesznie: miała możliwość wystawiania fałszywych orzeczeń lekarskich zagrożonym wywózką na przymusowe roboty do Niemiec, a mieszkanie jej przy ul. Mokotowskiej było jednym z punktów kontaktowych ZWZ. 13 listopada 1941 została na skutek donosu została zabrana z domu i osadzona na Pawiaku, gdzie dzięki wstawiennictwu więźniarki dr Anny Czuperskiej, która tam pracowała została zatrudniona w kolumnie sanitarnej jako lekarz funkcyjny na tzw. „Serbii” – oddziale kobiecym oraz na oddziale męskim. Na oddziale kontynuowała służbę konspiracyjną, wchodząc w skład siatki łączności wewnętrznej komórki więziennej referatu „998” II O KG ZWZ-AK. Opiekowała się salą matek z dziećmi, wśród których było 19 niemowląt. Dostarczała więźniarkom produkty żywnościowe, które były przemycone oraz przekazywała informacje z zewnątrz. Zdarzało się często, że pod pozorem kontroli sanitarnej (szukania wszy) szła do cel przejściowych, w których znajdowali się nowo aresztowani, i po nawiązaniu z nimi kontaktu przekazywała wiadomości lub grypsy. 31 lipca 1944 została zwolniona z więzienia, ale tylko formalnie, ponieważ z rozkazu Niemców musiała tam pozostać razem z położną Stanisławą Wójcik celem opieki nad załogą i 105 pozostawionymi więźniami. 21 sierpnia Krystyna, jako jedna z nielicznych była świadkiem wysadzenia przez Niemców Pawiaka, a w dniu następnym została wywieziona do obozu w Pruszkowie. Tam włączyła się do grupy tzw. lekarzy wolnościowych, spotkała znajomych i z pomocą organizacji konspiracyjnej została wraz z położną Wójcik wyprowadzona z obozu przez pielęgniarki niosące kosze z brudną bielizną. Początkowo musiała się ukrywać, pracując w filii ewakuowanego Szpitala Wolskiego w Milanówku. Ponieważ nie czuła się na terenie szpitala bezpiecznie, więc przeniosła się do drugiej filii tego szpitala Olszance k. Skierniewic. Zajęła się tam sprawami organizacyjnymi i aprowizacyjnymi, współpracując także z Komendą Obwodu AK Skierniewice. Pozostała w nim do 19 stycznia 1945, do dnia wkroczenia żołnierzy Armii Czerwonej.
Kapitan Krystyna Ossowska została odznaczona Krzyżem Srebrnym Orderu Wojennego Virtuti Militari. Po wojnie odznaczono ją także Krzyżem Armii Krajowej (1948), Medalem Zwycięstwa i Wolności (1971)
Po wojnie powróciła do Warszawy i ponownie podjęła pracę w Szpitalu Wolskim, mieszczącym się przy ul. Wolskiej. Zaczęła odbudowywać szpital ze zniszczeń, w którym urządziła pracownię radiologiczną, a resztki aparatury rentgenowskiej zbierała ze Szpitala Ujazdowskiego i z innych placówek. W tym czasie rozwiodła się z mężem, który pozostał za granicą. W 1946, w związku z biegłą znajomością języka francuskiego, angielskiego i niemieckiego, została delegowana na 6 miesięcy do Szwecji, a w 1949 odbyła dwumiesięczny kurs dokształcający w Wiedniu. Wielokrotnie uczestniczyła w zagranicznych zjazdach naukowych we Francji, Wielkiej Brytanii, Portugalii i na Węgrzech, na których wygłaszała referaty naukowe. W 1954 uzyskała tytuł docenta, a w 1959 została profesorem nadzwyczajnym. Udzielała się w dokształcaniu lekarzy, a także wprowadzała nowe metody badań i współpracowała z Pracownią Kardiochirurgiczną. Opublikowała ponad 60 prac naukowych oraz była członkiem kilku towarzystw naukowych w kraju i zagranicą. Od 1971 należała do Związku Bojowników o Wolność i Demokrację. W 1975 przeszła na emeryturę. Została odznaczona wieloma wyróżnieniami: odznaką „Za Wzorową Pracę w Służbie Zdrowia” (1954), Medalem 10-lecia Polski Ludowej (1955), Złotym Krzyżem Zasługi (1958), Krzyżem Komandorskim Orderu Odrodzenia Polski (1962), Medalem 30-lecia Polski Ludowej. Zmarła 15 października 1979.